# Montpinier
Montpinier – miejscowość i gmina we Francji, w regionie Oksytania, w departamencie Tarn.
Według danych na rok 1990 gminę zamieszkiwało 155 osób, a gęstość zaludnienia wynosiła 20 osób/km² (wśród 3020 gmin regionu Midi-Pireneje Montpinier plasuje się na 908. miejscu pod względem liczby ludności, natomiast pod względem powierzchni na miejscu 1268.).